# Árpád Fejedelem Tagiskola

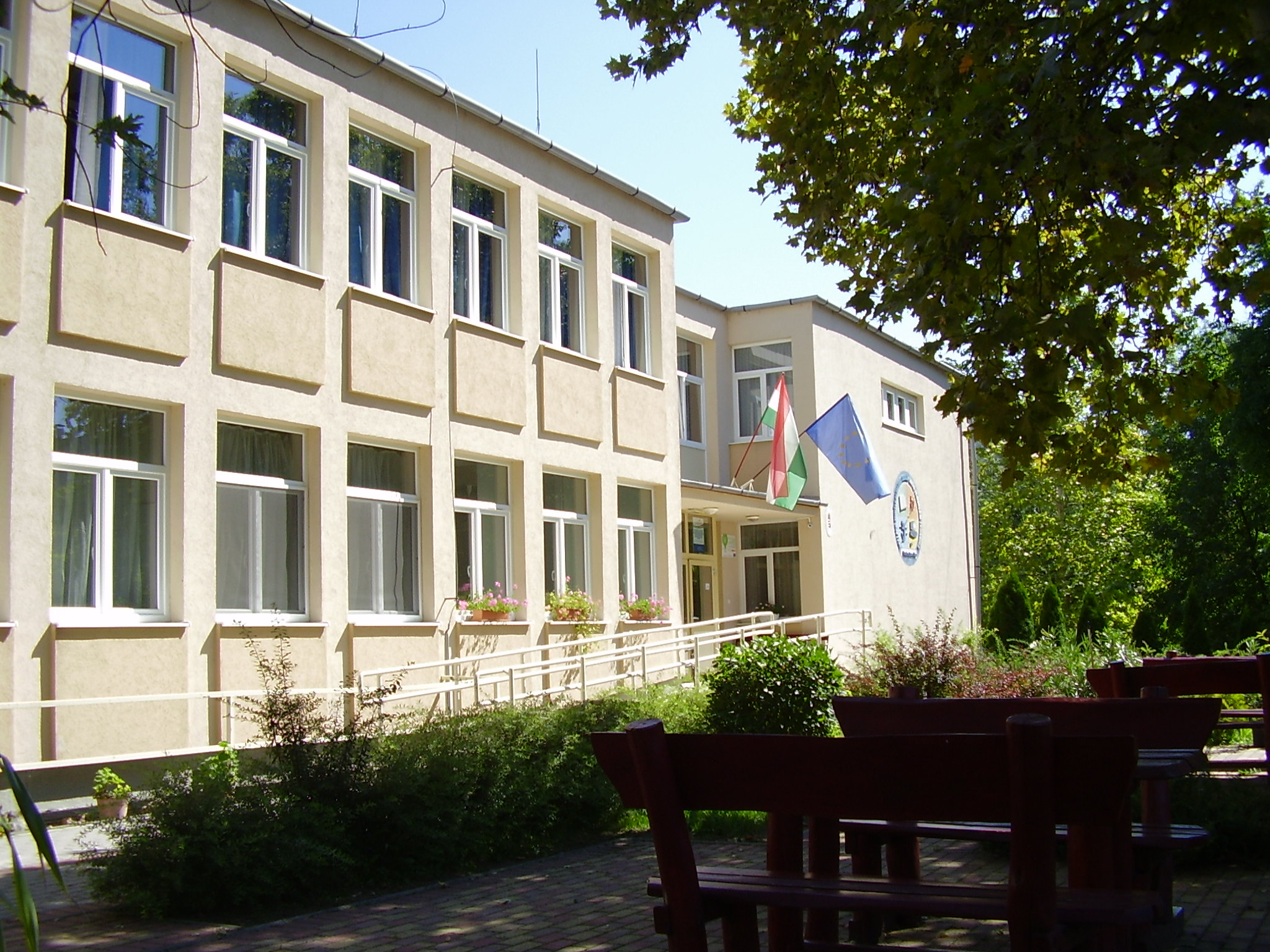
Az intézmény és kertje a főbejáratnál

A Kazincbarcikai Pollack Mihály Általános Iskola Árpád Fejedelem Tagiskolája Borsod-Abaúj-Zemplén vármegyében, Kazincbarcikán található. Az iskola első névadója Kun Béla volt, akit a rendszerváltás után Árpád fejedelem váltott. Az 1970-ben épített nyolcosztályos alapfokú intézmény 2007-től a Kazincbarcikai Pollack Mihály Általános Iskola feladatellátó helye. Az 1970/71-es tanévben 36 tagú tantestület mellett 678 tanuló kezdte meg itt a tanulmányait, és az intézmény azóta folyamatosan működik. Jelenlegi fő profilja az angol tagozat, de tanítanak emelt óraszámban informatikát, matematikát és táncot is a délelőtti órakeretben. 2010-ben felújították az iskolaépületet, melynek az udvara parkosított, ami lehetőséget biztosít a szabadidős programokra is.

## Az iskola története
Az oktatási intézmény épületét 1968-ban kezdte építeni a 31. számú Állami Építőipari Vállalat. Az 1970/71-es tanévben kezdődött az első tanév az új iskolában. 1970. augusztus 29-én az iskola 36 tagú tantestülete tanévnyitó értekezletet tartott, és szeptember 1-jén ünnepélyes tanévnyitóval kezdetét vette a „kétműszakos” tanítás, 678 tanuló vette birtokba az iskolát.
Az iskola (és úttörőcsapata) Kun Béla nevét vette fel.
Az iskola épülete és környezete még nem volt teljesen kész, s emiatt az épület C szárnyában elhelyezett tornatermet, öltözőket, műhelyeket és az udvart nem lehetett használatba venni. Ezért az ünnepélyes átadásra, egyben az iskola és az úttörőcsapat névadására néhány hónappal később, 1971. május 22-én került sor.
Az iskola neve 1993-ban Árpád Fejedelem Téri Általános Iskolára, 2004-ben Árpád Fejedelem-Újvárosi Általános Iskolára változott. 2007-től Pollack Mihály Általános Iskola Árpád Fejedelem Tagiskola, 2014. november 7-től Kazincbarcikai Pollack Mihály Általános Iskola Árpád Fejedelem Tagiskolája néven működik.
2009/2010-ben az intézményt az Európai Unió támogatásával, az Európai Regionális Fejlesztési Alap társfinanszírozásával, valamint Kazincbarcika Város Önkormányzatának támogatásával és koordinálásával több száz millió forintból újították fel.
2011-ben Kun Bélától Árpádig: Jubileumi évkönyv 1970–2010 címmel megjelent a 40 éves intézményt köszöntő kiadványuk.
2013. október 25-én Gyulán Pellesné Dombovári Erika igazgatóhelyettes az Emberi Erőforrások Minisztériuma elismerő oklevelét vehette át, mivel az Árpád Fejedelem Tagiskola a „2013. évi Virágos Magyarországért” országos környezetszépítő versenyben kiemelkedő teljesítményt ért el.
A 2015–2016-os tanév végén nagyszabású gálaműsorral emlékeztek az iskola fennállásának 45. évfordulójára.
Az intézmény 2019. október 17. óta Akkreditált Tehetségpont.
2020. március 16-tól június 15-ig és 2021. március 8-tól május 7-ig a Covid19-koronavírus-járvány miatt digitális oktatásra tértek át.
2023. október 25-én ünnepélyes keretek között adták át az egykori betonos kézilabdapálya helyén kialakított műfüves labdarúgópályát. A 20 x 40 méteres pálya nettó 32 millió Ft-ba került, ennek 70 %-a TAO támogatás, 30 % pedig a városi önkormányzat hozzájárulása volt.
Az Ökoiskola Értékelő Bizottság az intézmény 2024-ben benyújtott pályázatát támogatásra javasolta, és ezzel az intézmény 2024. május 13-án elnyerte az Ökoiskola címet, amelyet 2027. augusztus 31-ig használhat.

## Az iskola igazgatói
| Időszak   | Igazgató                      |
| --------- | ----------------------------- |
| 1970–2004 | Danada János                  |
| 2004–2007 | Madarasi Jánosné              |
| 2007–2017 | Fürjes-Gáborné Csépányi Ágnes |
| 2017–     | Kondorné Sztojka Ágnes        |

## Pedagógusok

### Az 1970/1971. tanévben
Agárdy Károly, Bérczes Józsefné, Danada János, Danada Jánosné, Danyi Dezsőné, Dányi Lajosné, Domonkos Árpádné, Dr. Rácz Józsefné, Gavallér Istvánné, Gecsei Erzsébet, Gyurácz Németh Gergelyné, Hajde Györgyné, Halász Zoltánné, Hronyecz Ferenc, Hubai Ildikó, Jenei Sándorné, Jónyer Lászlóné, Kerekes Lászlóné, Keresztes Józsefné, Kiss Gézáné, Koppányi István, Koppányi Istvánné, Ládi Lászlóné, Máté Lászlóné, Mezey Istvánné, Nagy Istvánné, Németh Györgyné, Ölveczki Gyula, Ölveczki Gyuláné, Papp Lajosné, Pataki Gyuláné, Rostás Karola, Sóstói Györgyi, Sóti Zoltán, Tóth Klára, Tóth Márta.
| A 10. jubileumi tanévben (1980/1981.) | A 10. jubileumi tanévben (1980/1981.) |
| --- | ------------------------------------- |
| Agárdy Károly, Baksy Gyula, Baksy Gyuláné, Balogh Lászlóné, Bérczes Józsefné, Danada János, Dányi Lajosné, Dr. Rácz Józsefné, Ducsai Géza, Ferencsik Istvánné, Hideg Imréné, Hronyecz Ferenc, Jenei Sándorné, Jónyer Lászlóné, Kerekes Lászlóné, Keresztes Józsefné, Kiss Gézáné, Koppányi Istvánné, Kovács Lajosné, Köntös Lászlóné, Ládi Lászlóné, Lehóczki Lászlóné, Lukács Györgyné, Márki Lászlóné, Martoncsik Sándorné, Mátyás Antalné, Mezey Istvánné, Ölveczki Gyula, Ölveczki Gyuláné, Pallainé Pető Erzsébet, Papp Lajosné, Pataki Gyuláné, Pulveri Antalné, Sarkadi Péterné, Stefán Györgyné, Szaszkó Ferencné, Szuromi Béláné, Szűcs Lajosné, Tiszavölgyi Lászlóné, Tóth Klára, Veres Margit. |                                       |

| A 20. jubileumi tanévben (1990/1991.) | A 20. jubileumi tanévben (1990/1991.) |
| --- | ------------------------------------- |
| Baksy Gyuláné, Balogh Lászlóné, Báriné Vodilla Márta, Bérczes Józsefné, Budai Erzsébet, Buczkóné Pásztor Melinda, Csordás György, Danada János, Dányi Lajosné, Dávidné Encs Marianna, Dr. Gál Miklósné, Feketéné Sándor Ildikó, Forgóné Vasvári Ildikó, Hajde Vilmos, Hideg Imréné, Jenei Sándorné, Jónyer Lászlóné, Kazai Ágnes, Kiss Gézáné, Kissné Jabelkó Gabriella, Kovács Lajosné, Ládi Lászlóné, Lukács Györgyné, Márki Lászlóné, Martoncsik Sándorné, Mezey Istvánné, Nagy Istvánné, Papp Lajosné, Pataki Gyuláné, Pelles Ferencné, Pintér Bertalanné, Pulveri Antalné, Réti Gyuláné, Schmied Ottó, Schmiedné Rácz Tünde, Stefán Györgyné, Szabóné Jancsurák Rozália, Szuromi Béláné, Szűcs Károlyné, Tiszavölgyi Lászlóné, Vécsei László. |                                       |

| A 40. jubileumi tanévben (2010/2011.) | A 40. jubileumi tanévben (2010/2011.) |
| --- | ------------------------------------- |
| Báriné Oláh Katalin, Berentés Andrásné, Blitzer Csilla, Bodnár Béláné, Dávidné Encs Mariann, Demeter Gézáné, Feketéné Sándor Ildikó, Fürjes-Gáborné Csépányi Ágnes, Gáspár Zoltánné, Gégény Marianna, Gregus Ferenc, Hajde Vilmos, Ivády Miklós, Jávori István, Jávori Istvánné, Kissné Jabelkó Gabriella, Kónyáné Dona Éva, Lekner Szilvia, Lehóczky Lászlóné, Motkó Zoltánné, Müllerné Mészáros Judit, Nyáriné Poór Andrea, Nyeste Roberta, Pellesné Dombovári Erika, Pintér Bertalanné, Schmied Ottó, Simon Katalin, Sipos Emilné, Somosiné Csík Zsuzsanna, Stefán Györgyné, Szathmáry Péterné, Szűcsné Bukovszky Julianna, Tiszavölgyi Lászlóné, Tóth Csilla, Tóthné Balogi Erzsébet, Varga Mónika, Vécsei László. |                                       |

| Az 50. jubileumi tanévben (2020/2021.) | Az 50. jubileumi tanévben (2020/2021.) |
| --- | -------------------------------------- |
| Baloghné Oláh Katalin, Berentés Andrásné, Blitzer Csilla, Dávidné Encs Marianna, Erdősi Edina, Gregus Ferenc, Górné Kiss Gabriella, Hajde Vilmos, Heimné Gulyás Mariann, Jávori István, Jávori Istvánné, Kiss Géza, Klimonné Keserü Katalin, Kummer Andrea, Mészáros Judit, Mihalik Zoltánné, Molnár Zsuzsa, Pacsai Matild, Pejkó Gabriella, Peréné Antal Bernadett, Pintér Bertalanné, Rádai Ágnes Kornélia, Sándor Zoltán, Simon Katalin, Soltészné Gál Brigitta, Somosiné Csík Zsuzsanna, Söderberg-Pelles Orsolya, Szűcsné Bukovszky Julianna, Vécsei László. |                                        |

## Emelt szintű oktatás

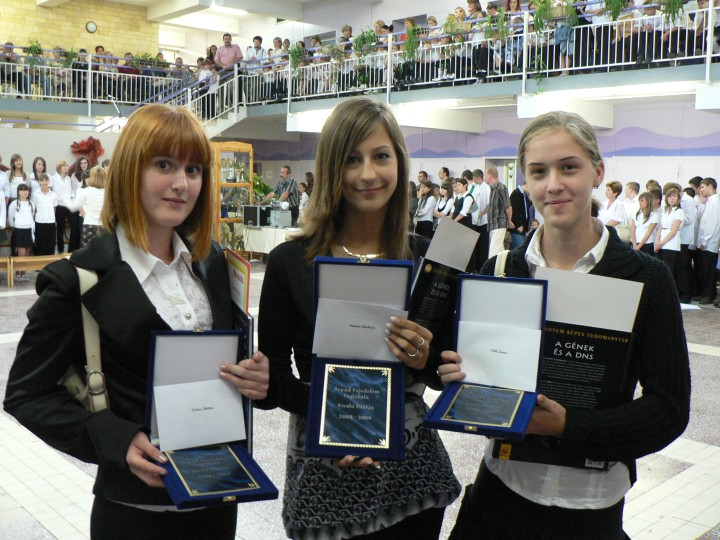
Nyolc évig kitűnő tanulók: Czimer Bettina, Labanc Barbara, Páll Laura (tanévzáró, 2009)

A számítástechnikát emelt szinten tanulják a diákok. Sokan a 8. évfolyam végére leteszik az ECDL vizsgát.
A 2008/2009-es tanévtől e tantárgyat fokozatosan növekvő óraszámban oktatják már az alsó tagozat 1–4. osztályában is. Az informatika szaktantermekben széles sávú internet-hozzáférés biztosított minden géphez.
Idegen nyelvek közül az iskolában angolt tanulhatnak a gyerekek, emelt szinten (5–8. osztály) mindezt heti 5 órában.

## Jógyakorlat

### Interaktív innováció az informatikában
A Kissné Jabelkó Gabriella tanárnő által kidolgozott Jógyakorlat elsődleges célja a tanulók digitális kompetenciájának javítása, a játszva tanulás és a logikai készség fejlesztése, a hatékony önálló ismeretszerzés elősegítése. Az alkalmazásával megvalósítható a tehetséges gyerekek célirányos képességfejlesztése informatikából, a tanulmányi versenyekre, ECDL vizsgára való felkészítés. Fontos a számítógép magas szintű alkalmazása más tantárgyak tanulása esetében is, hiszen az így válik az információszerzés eszközévé: ebben is sokat segít ez a gyakorlat.
Hosszú távú célja a 9. évfolyamban az előrehozott középszintű informatikai érettségi sikeres teljesítése.

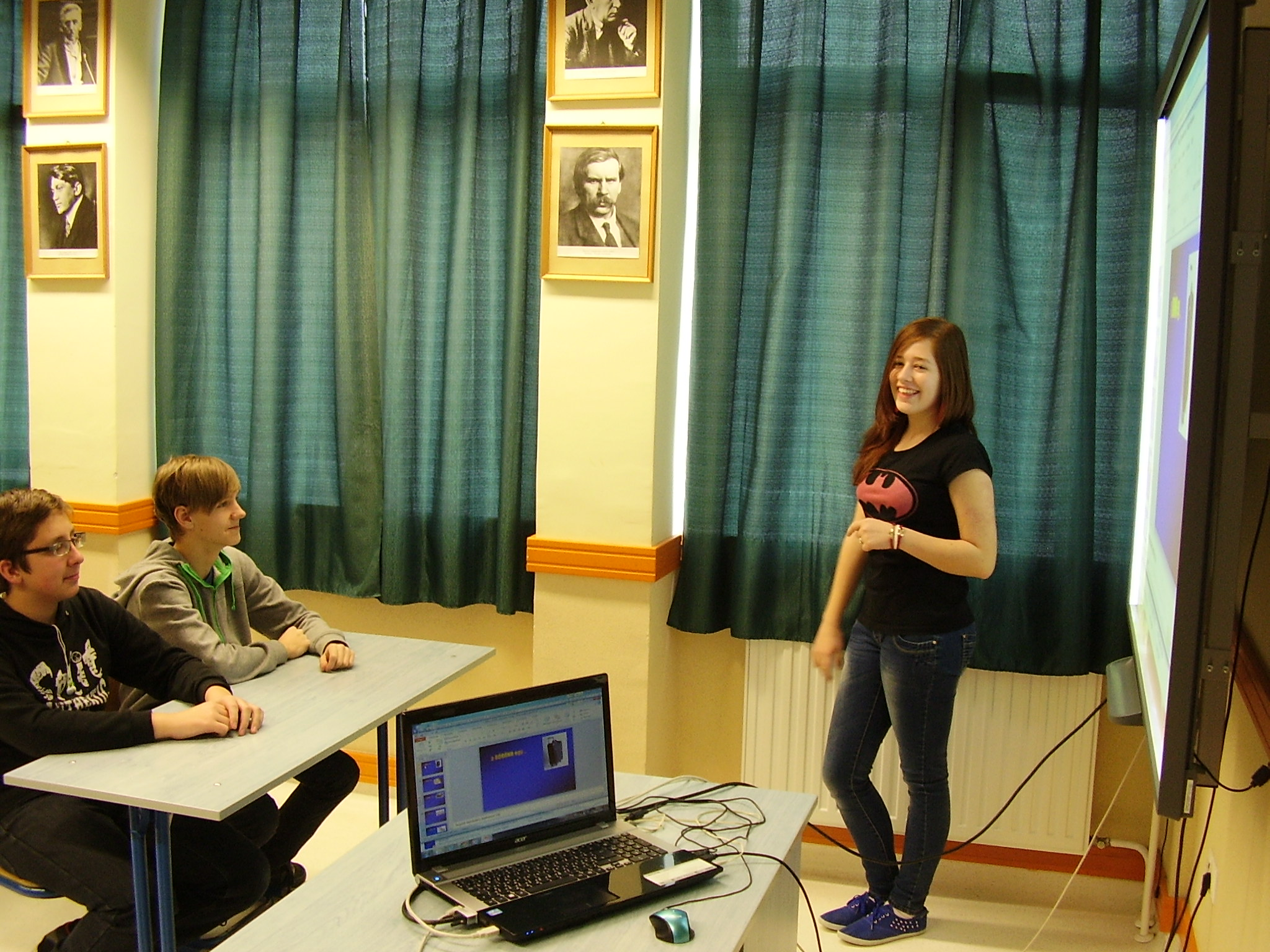
Interaktív tábla a magyarteremben

A Jógyakorlat a következő képességeket fejleszti:
- vizuális és auditív felfogó képesség,
- beszéd, kommunikáció,
- térbeli koordinációs képesség,
- problémamegoldó gondolkodás,
- algoritmikus gondolkodás,
- kreativitás,
- önállóság,
- csapatmunka.

Alkalmazásakor előtérbe kerülnek a frontálistól eltérő munkaformák: egyéni, páros, véletlenszerű és irányítottan kialakított csoportmunkák. Az oktatás szervezése osztálykeretben történik, minden tanuló egyenlő hozzáférési eséllyel rendelkezik. Az általuk használt szoftverek többsége otthon is hozzáférhető. A tanulókat az internetes böngészés során számukra hasznos, érdekes, ellenőrzött honlappal ismertetik meg. Az iskola honlapján a szülők folyamatosan tájékoztatást kapnak az intézményben folyó munkáról. Ezt a honlapot a szülők és a diákok is – saját cikkeikkel – tovább fejleszthetik. Azoknak a tanulóknak, akiknek otthon nincs számítógépük, az iskola délutánonként biztosítja a számítógépekhez és a szoftverekhez való hozzáférés lehetőségét.
A Jógyakorlat szintjei:
óvoda

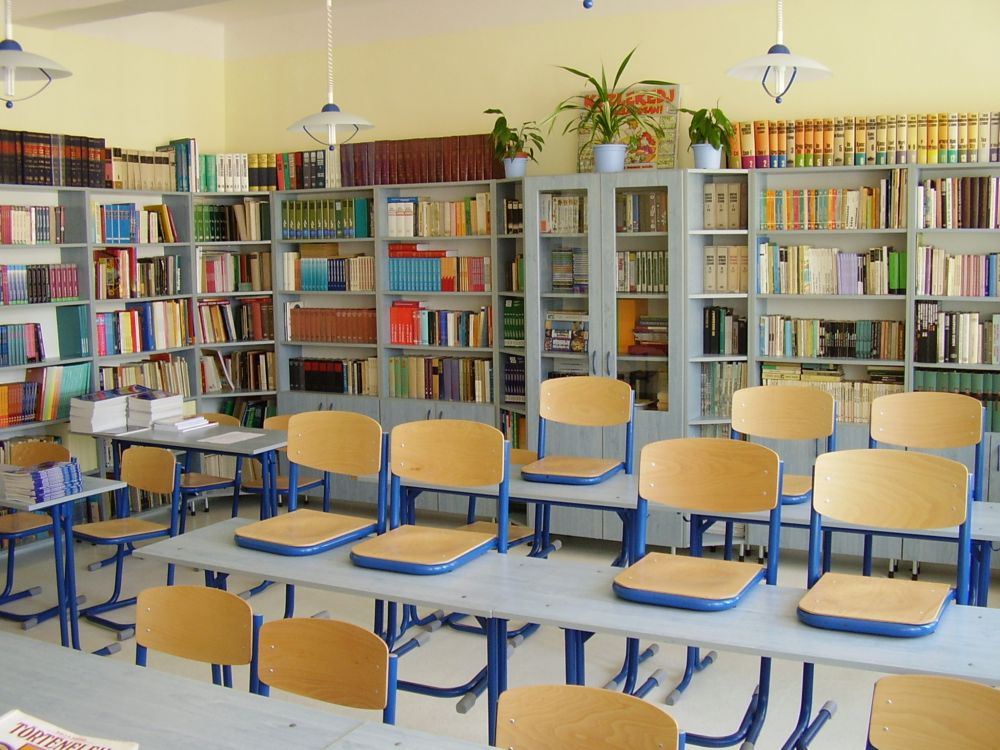
Az iskola könyvtára (2011)

Az intézmény nyílt napján az óvodások és a szüleik megismerkednek az informatika világával, saját maguk is számítógép mögé ülhetnek, játékos feladatokat oldhatnak meg. Az interaktív tábla lehetőségeivel élve további látványos program, kihívás várja az érdeklődőket. „Digi-Csilivili” feladatlap kitöltése zárja a motivációs szakaszt.
1–2. osztály
Heti egy órában – teljes osztálylétszámmal – játékos formában ismerkednek meg a gyerekek a számítógéppel és használatával. A foglalkozásokon számítógép előtti és gép nélküli feladatok váltogatják egymást.
3. osztály
Itt már megjelenik a nyelvi és kommunikációs készség, az algoritmikus gondolkodás fejlesztése, az internet tudatos és önálló használata. Ekkor történik meg a tehetsége tanulók kiválasztása az emelt szintű informatikaórára.
4. osztálytól
Csoportbontásban, a tehetséges diákok külön tanulnak. Az emelt szintű csoport óraszáma – évfolyamonként – heti 4 óráig emelkedhet. Ebben a fázisban történik az informatikai fogalmak, gondolkodásmód alapos elsajátítása.

## Alapítvány, diáksport-egyesület

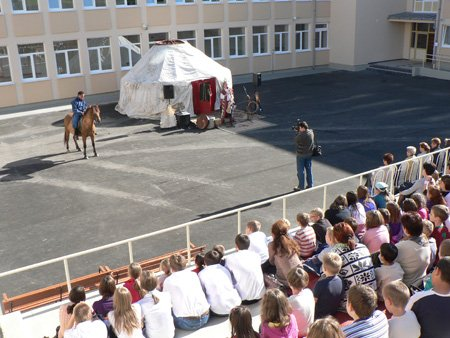
Játékos honfoglalás (2010)

Az 1999-ben létrejött Árpád Fejedelem Téri Általános Iskola Gyermekeiért Alapítvány mindenkori célja az iskola anyagi támogatása az oktatás megfelelő minősége érdekében. Segítik az intézményben megrendezésre kerülő versenyeket, táborokat, a külföldi és a hazai tanulmányi kirándulásokat. Hozzájárulnak a tanulmányi versenyek költségeihez (például kifizetik a nevezési díjat). Gondoskodnak az év végi jutalomkönyvekről, serlegekről, emlékplakettekről. Jutalmazzák azokat a diákokat, akik nyolc éven keresztül kitűnő tanulmányi eredményt értek el. A civil szervezet elsődleges támogatói a szülők, akik a személyi jövedelemadó 1%-ának felajánlásával és más módon segítik az alapítvány munkáját (2010-ben 593 800 Ft 1%-os felajánlás érkezett az alapítvány számlájára.) Az iskolában 2000-től 2019-ig  diáksport-egyesület működött Árpád Fejedelem Téri Általános Iskola Szabadidő és Diáksport Egyesület (ÁSZDE) néven.

## Sporttevékenység, turisztika, táborok

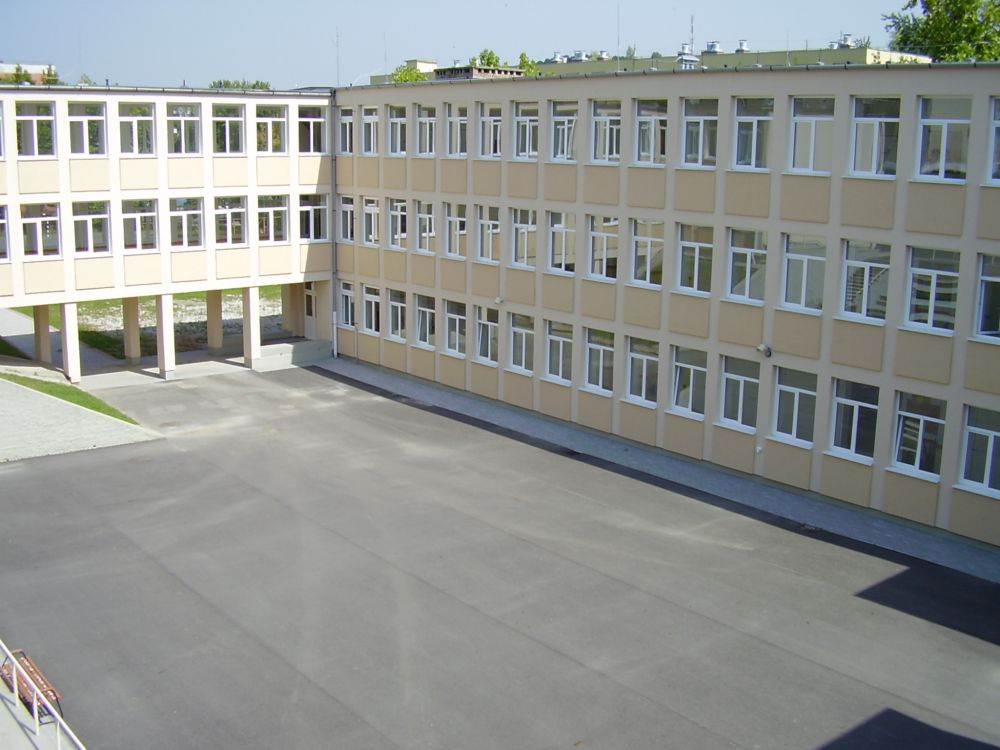
A belső udvar – a „Gödör” (2011)

Röplabda, labdarúgás (edző: Vécsei László), ritmikus gimnasztika (edző: Müllerné Mészáros Judit) és atlétika sportágakban a tanórákon kívül is rendszeres lehetőség nyílik a gyermekek számára mindennapos testmozgásra. Az iskola tehetséges tanulói már a kezdetek óta (1970) kiválóan szerepeltek városi, megyei és országos versenyeken. Sporteredményei alapján többször Borsod-Abaúj-Zemplén vármegye legeredményesebb alapfokú oktatási intézménye volt.
Évtizedeken keresztül népszerűek voltak a természetvédelemmel kapcsolatos túrák, táborok (pl.: Égerszögön, Szögligeten) Schmied Ottó biológiatanár szervezésében. Más iskolák tanulói is szívesen vettek részt az „árpádosok” mellett a szlovákiai Kokován rendezett sítáborokban.
A Városi Fedett Uszodában szervezett úszásoktatás – testnevelő tanárok irányításával – lehetővé teszi, hogy az iskola tanulóinak többsége megtanulja a vizes sportok alapelemeit.
Az Árpád Fejedelem Tagiskola és jogelődjeinek eredményei a Borsod-Abaúj-Zemplén vármegyei általános iskolák pontversenyének történetéből:
| Tanév     | Kategória                  | Helyezés |
| --------- | -------------------------- | -------- |
| 1993/1994 | 17 vagy több tanulócsoport | 8.       |
| 1994/1995 | 17 vagy több tanulócsoport | 12.      |
| 1995/1996 | 17 vagy több tanulócsoport | 3.       |
| 1997/1998 | 17 vagy több tanulócsoport | 1.       |
| 2000/2001 | Nagy létszámú iskolák      | 2.       |
| 2001/2002 | Nagy létszámú iskolák      | 1.       |
| 2002/2003 | Közepes létszámú iskolák   | 2.       |
| 2003/2004 | Közepes létszámú iskolák   | 2.       |
| 2004/2005 | Nagy létszámú iskolák      | 1.       |
| 2005/2006 | Közepes létszámú iskolák   | 1.       |
| 2006/2007 | Sporttagozatos iskolák     | 6.       |

| Tanév                     | Kategória                    | Helyezés |
| ------------------------- | ---------------------------- | -------- |
| 2007/2008.                | Sporttagozatos iskolák       | 1.       |
| 2008/2009.                | Nagy iskolák – 800 fő felett | 2.       |
| 2009/2010.                | Nagy iskolák – 800 fő felett | 2.       |
| 2010/2011.                | Nagy iskolák – 800 fő felett | 2.       |
| 2011/2012.                | Nagy iskolák – 800 fő felett | 1.       |
| 2012/2013. 12 392 ponttal | Nagy iskolák – 800 fő felett | 1.       |
| 2013/2014. 16 057 ponttal | Nagy iskolák – 800 fő felett | 1.       |
| 2014/2015. 14 681 ponttal | Nagy iskolák – 800 fő felett | 1.       |
| 2015/2016. 11 768 ponttal | Nagy iskolák – 800 fő felett | 1.       |
| 2016/2017. 12 818 ponttal | Nagy iskolák – 800 fő felett | 1.       |
| 2017/2018. 17 466 ponttal | Nagy iskolák – 800 fő felett | 1.       |
| 2018/2019. 13 737 ponttal | Nagy iskolák – 800 fő felett | 1.       |

A 2016/2017. tanévben a Kazincbarcikai Pollack Mihály Általános Iskola a legeredményesebb diákolimpiai köznevelési intézmény elismerésben részesült, megelőzve a Kecskeméti Széchenyivárosi Arany János Általános Iskolát és a Kiskunfélegyházi József Attila Általános Iskolát.

## Határtalanul! program

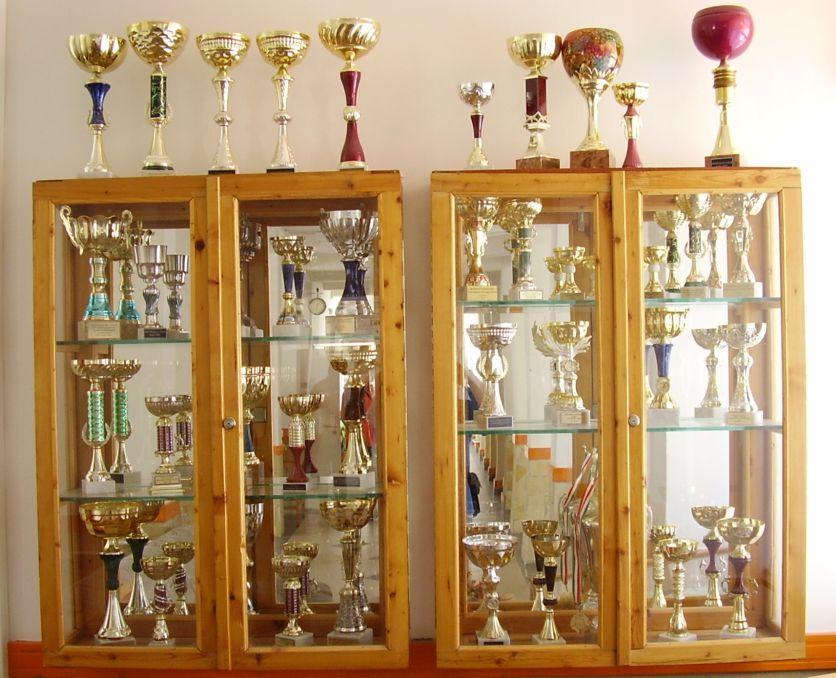
Kupák, serlegek – eredményes évtizedek

2014 októberében az iskola felső tagozatos diákjai közül 39-en a Határtalanul! program keretében bejárták Erdély magyarlakta területeinek egy részét. Felkeresték Nagyvárad, Nagyszalonta, Arad, Marosillye, Torda, Kolozsvár, Körösfő, Királyhágó nevezetességeit. Jártak Déva várában, Vajdahunyad várában és neves honfitársaikra emlékeztek a Házsongárdi temetőben.
| Időpont | Úticél     |
| ------- | ---------- |
| 2016    | Kárpátalja |
| 2017    | Erdély     |
| 2018    | Felvidék   |
| 2019    | Kárpátalja |
| 2022    | Csallóköz  |
| 2023    | Délvidék   |
| 2024    | Erdély     |
| 2025    | Csallóköz  |

| Útibeszámolók 2016–2023 |
| --- |
| 2016-ban 4 napot töltött Kárpátalján a tagiskola 40 diákja. 2017. május 1. és 4. között az intézmény 34 tanulója a szuhakállói Gárdonyi Géza Tagiskola hetedik évfolyamos diákjaival közösen négy napos kiránduláson vettek részt Erdélyben. Május 18-án az iskola aulájában osztották meg élményeiket a kirándulók, ahol egy fényképkiállítás mellett híres korondi kerámiákat is kiállítottak. 2018. április 9. és 12. között az iskola 37 tanulója és 3 pedagógusa a program keretében négynapos kiránduláson vett részt a Felvidéken. 2019. április 1. és 4. között az iskola 45 diákja és 4 tanára Kárpátalján járt, ahol rengeteg felejthetetlen, érdekes helyen jártak, megannyi tapasztalattal és az összetartozás élményével gazdagodtak. 2022. május 3. és 6 között a Csallóközben jártak. Meglátogatták Komárom és Komárno között a monostori erődrendszert. Komárnóban jártak a Jókai-emlékszobornál, Egressy Béni szobránál, elsétáltak az Európa-udvarba és a Klapka-toronyhoz. Bebarangolták Pozsonyt, a dévényi várat. Dunaszerdahelyen körülnéztek a MOL Arénában, megtekintették a Bős–nagymarosi vízerőművet. Gútán megnézték a vízimalmot és egy magániskolát. 2023. április 24. és 27. között a Délvidéket járták be. Utazásuk során felkeresték Zentát, Csantavért, Kishegyest, Óbecsét, Péterváradot, Újvidéket, Szabadkát, Bácskossuthfalvát. Ellátogattak a Palicsi-tóhoz, a helyi állatkertbe, találkoztak a palicsi Miroslav Antic Általános Iskola tanulóival. |

## Az iskola híres diákjai
- Árva Milán, 3-szoros bajnok röplabdázó
- Berkes Zoltán, 9-szeres válogatott röplabdázó, testnevelő tanár
- Bóta Enikő, 129-szeres válogatott röplabdázó, edző
- Bóta Klára, röplabdázó
- Bozsik Anna, sífutó olimpikon, edző[40]
- Danada Judit, röplabdázó[41]
- Dudás Tamás, 2-szeres válogatott röplabdázó
- Jánosi Gábor, 19-szeres válogatott röplabdázó
- Jávori István, író, pedagógus, 1999-től az iskola tanára
- Kiss Zsolt, röplabdázó[42]
- Klimon István, Kazincbarcika alpolgármestere (2010–)
- Konkoly Norbert magyar diplomata, konzul,[43] később nagykövet
- Kovács Zoltán, 5-szörös válogatott röplabdázó
- Kővári Viktor, irodavezető, az Exatlon Hungary extrémsport vetélkedőműsor harmadik évadának 4. helyezettje[44]
- Lukács Balázs, középiskolai tanár, zenei tehetséggondozó műhely vezetője
- Nagypál Ferenc, röplabdázó
- Perecsi Jolán, röplabdázó
- Schmidt Ottó (1962–2014), ifjúsági válogatott röplabdázó, az iskola biológia-testnevelés tanára
- Szántai Balázs, röplabdázó
- Toronyai Miklós, 30-szoros válogatott röplabdázó, edző

Annak is örülök, hogy a 35 év alatt sok tehetséges és tudásban is jól felkészült embert bocsátottunk ki az iskolából. Többek között konzul, ügyvéd, tanár, orvos, folyóiratszerkesztő, élsportoló, olimpiai helyezett sífutó is kikerült iskolánkból.

## Képgaléria

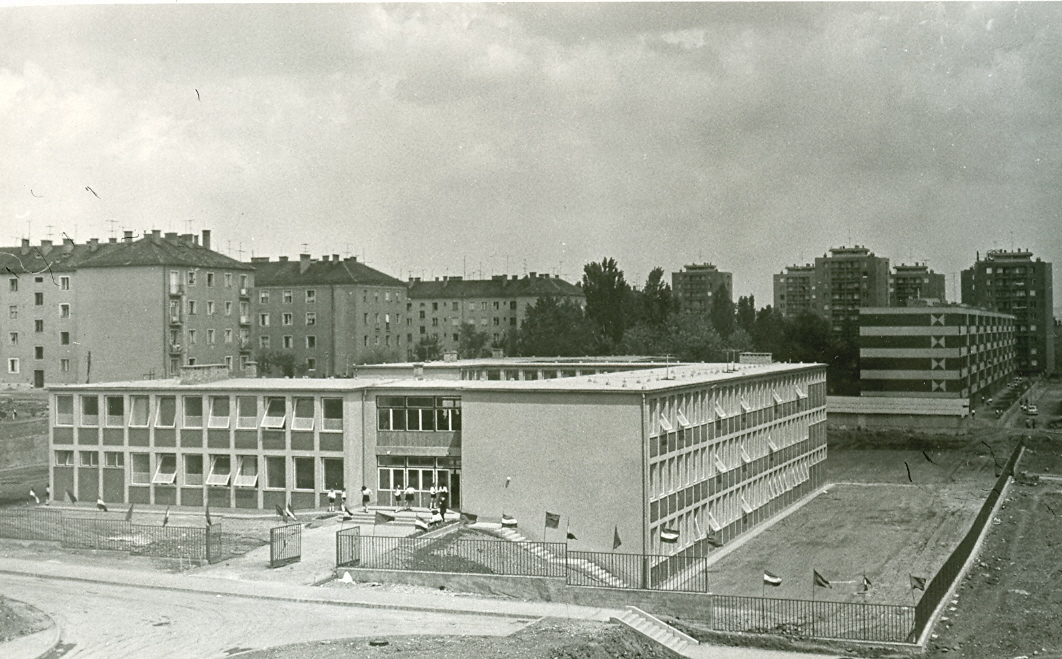
Kun Béla Általános Iskola (1970)
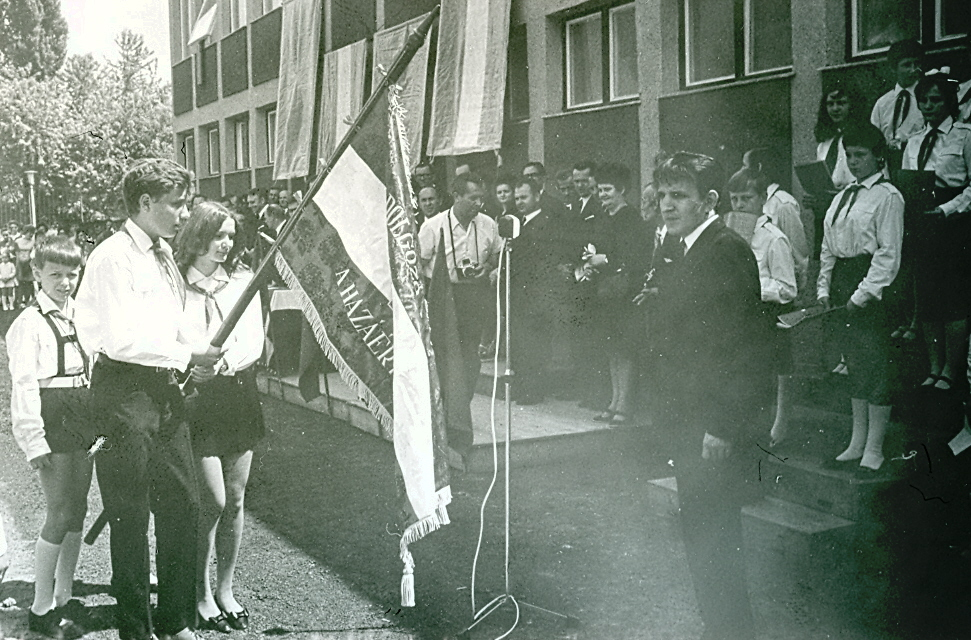
Ünnepélyes iskolaavató (1971)
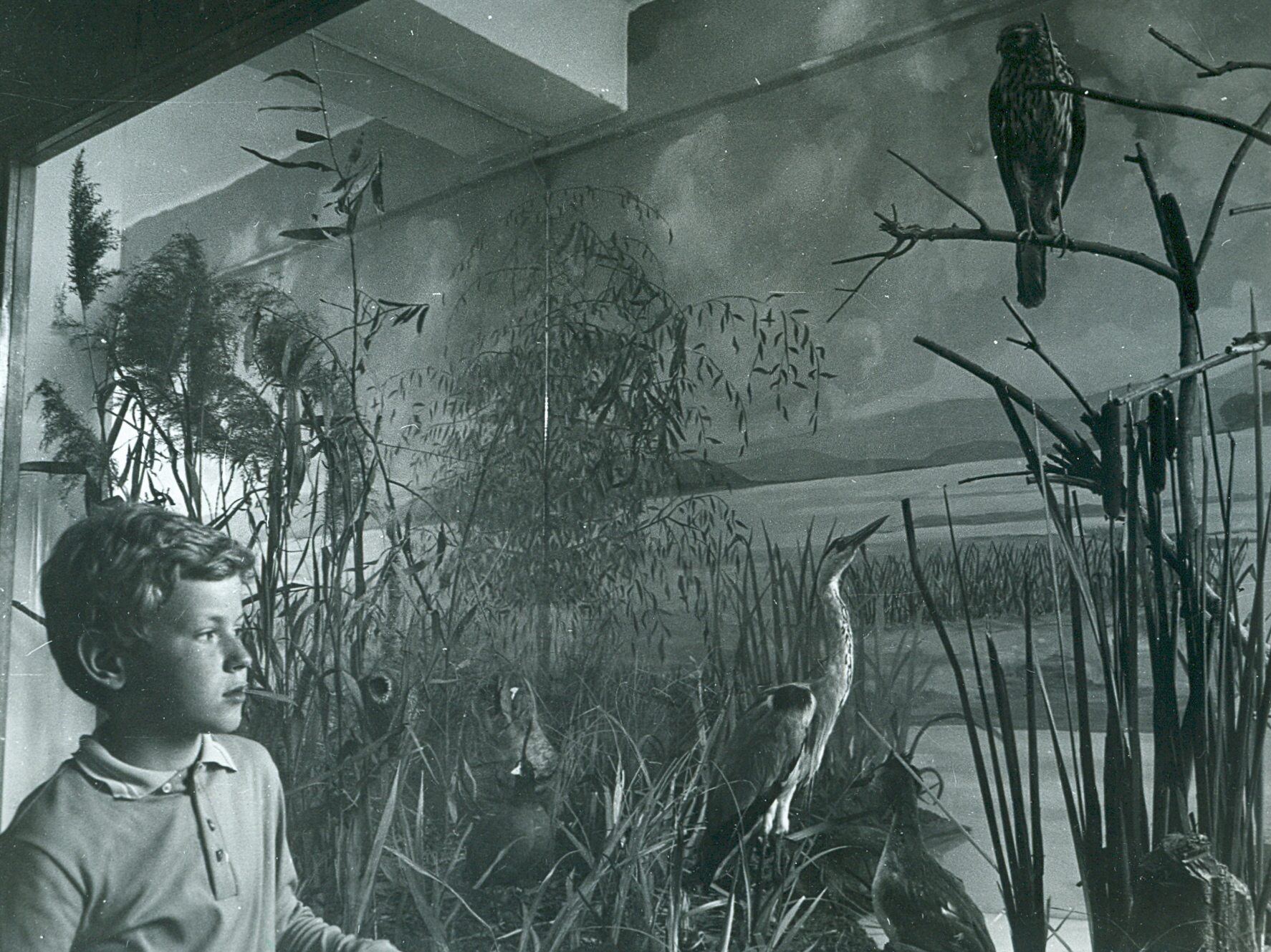
Schmied Ottó a dioráma előtt
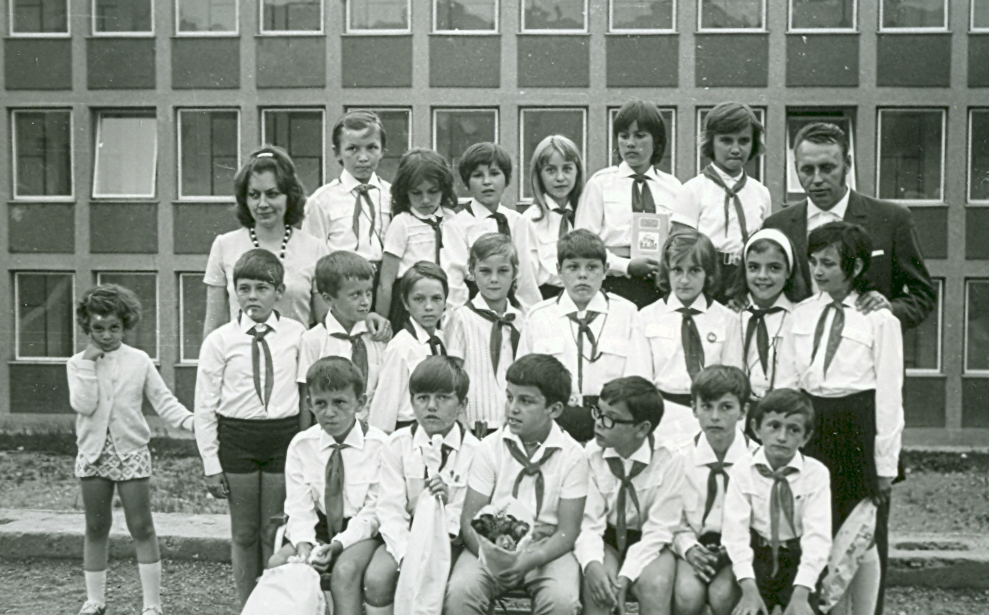
Osztálykép az 1970-es évekből
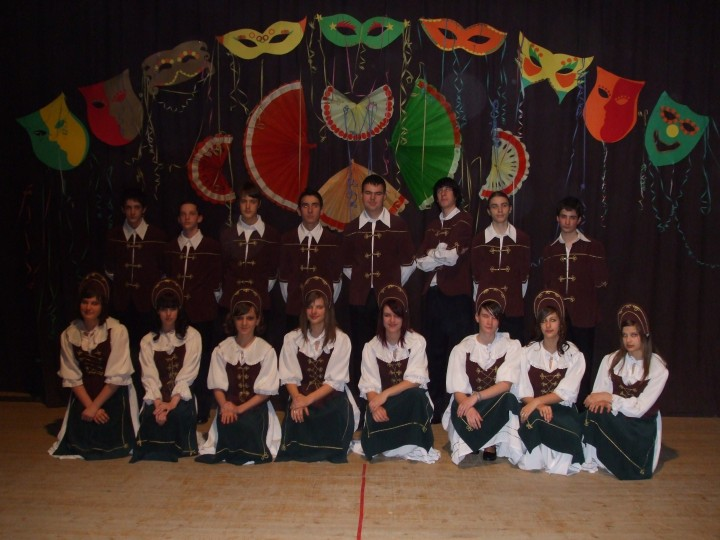
Farsang (2009)
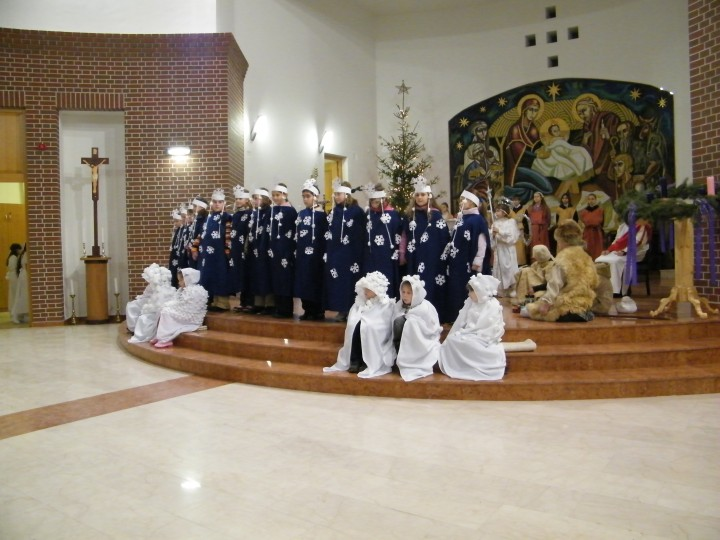
Karácsonyi műsor a Szent Család római katolikus templomban (2009)
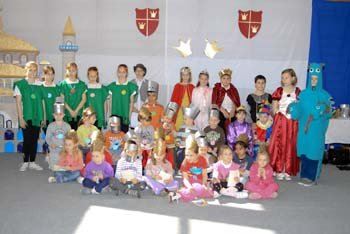
Lovagi torna (2011)
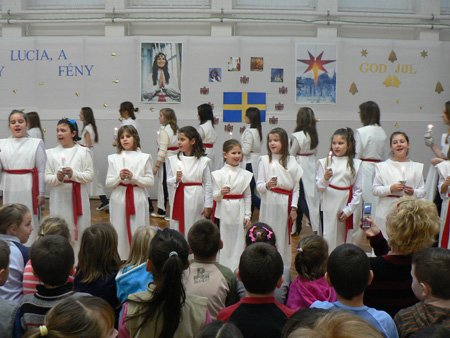
Luca-nap (2011)
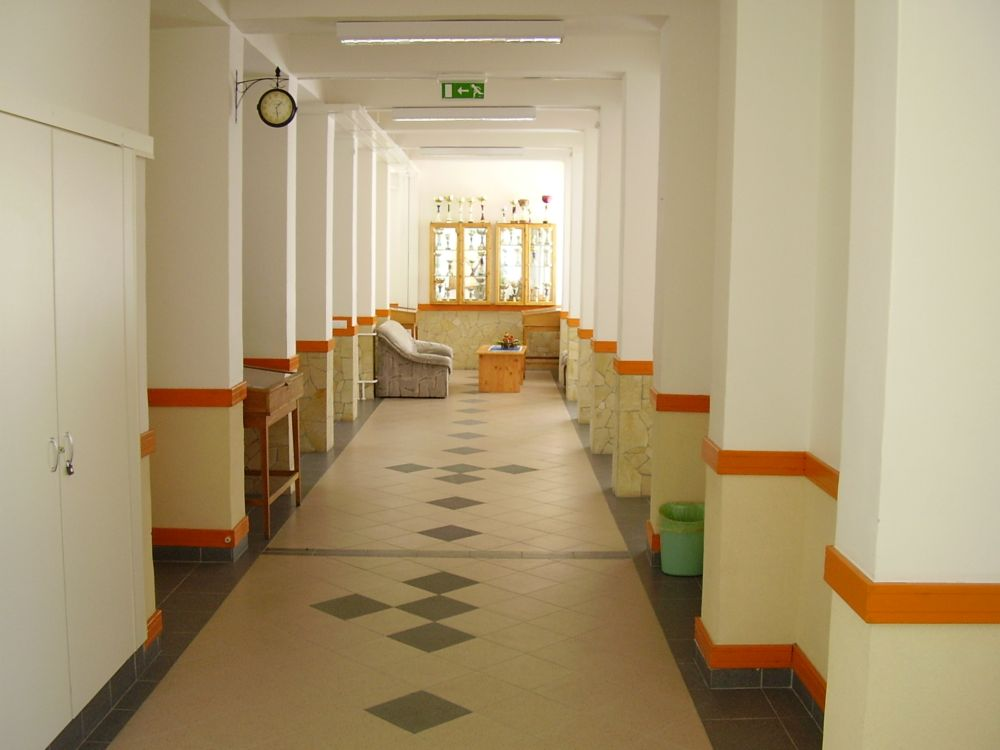
Felújítás után (2011)
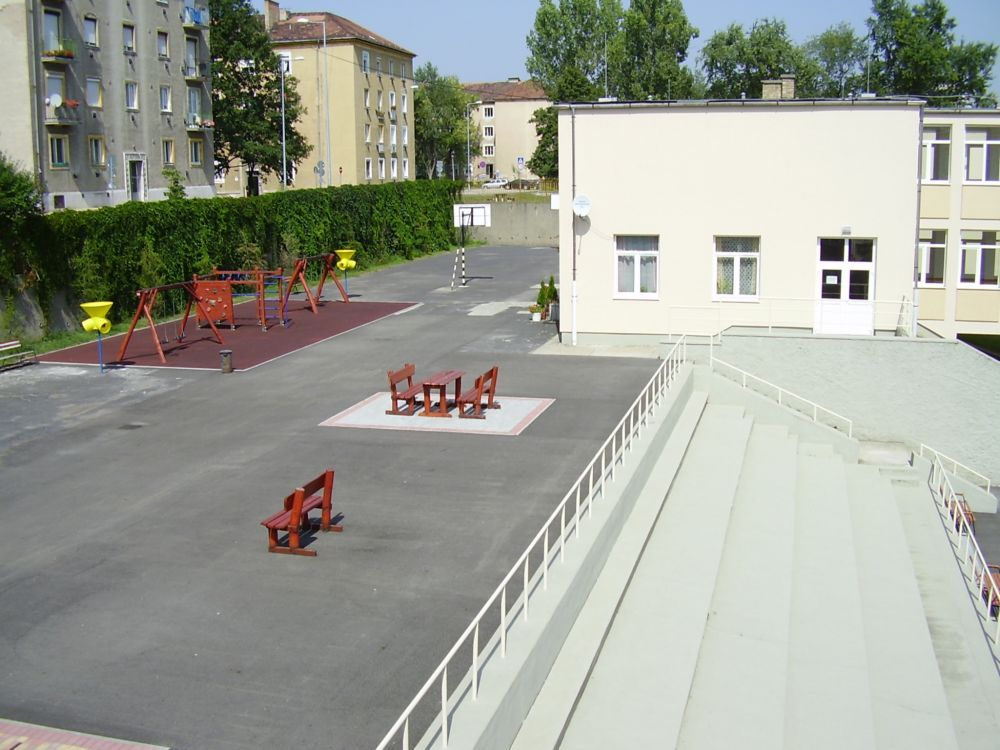
Játszótér a felső udvaron (2011)
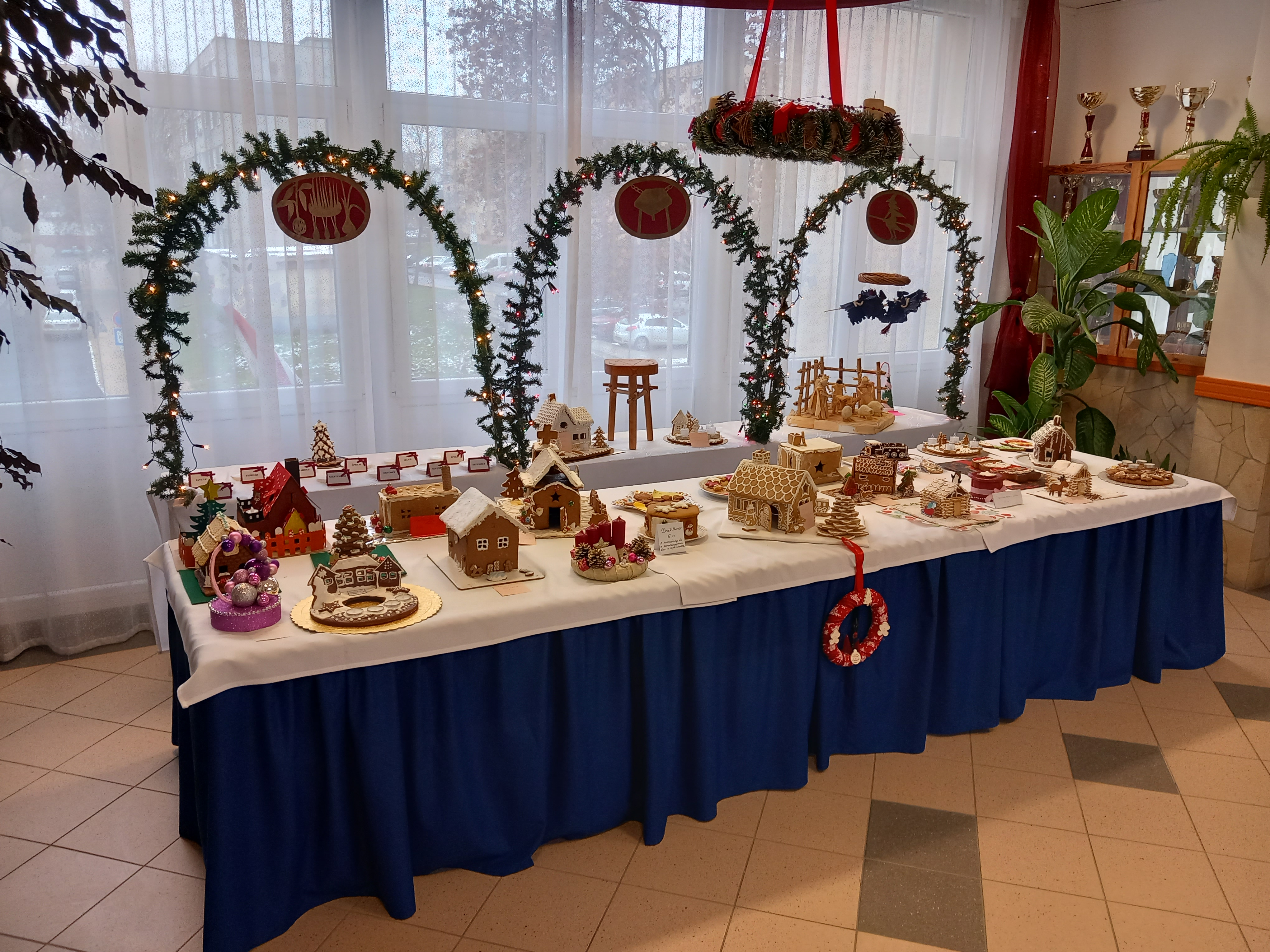
Mézeskalács-kiállítás (2022)
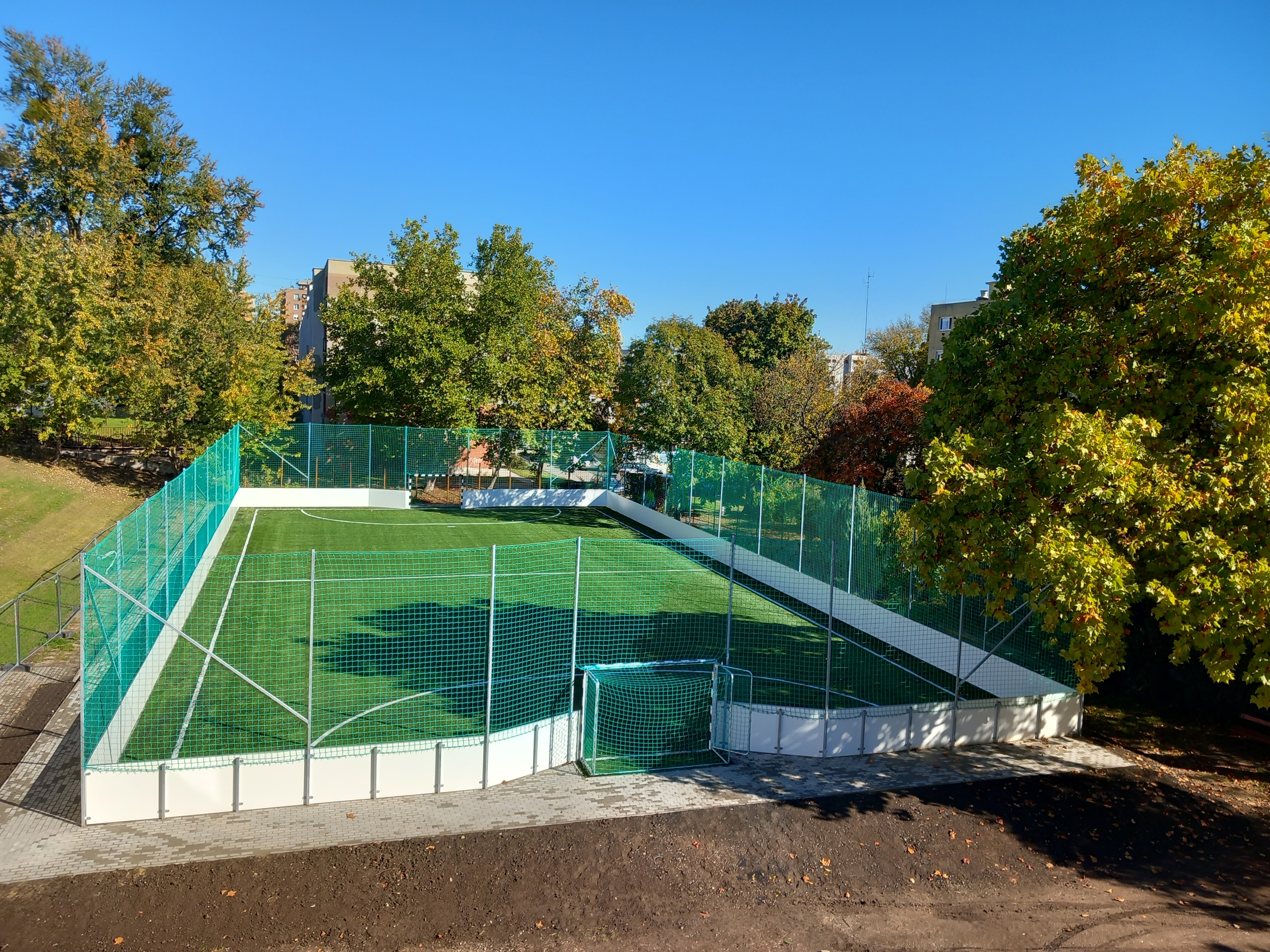
Műfüves labdarúgópálya (2023)

## Források

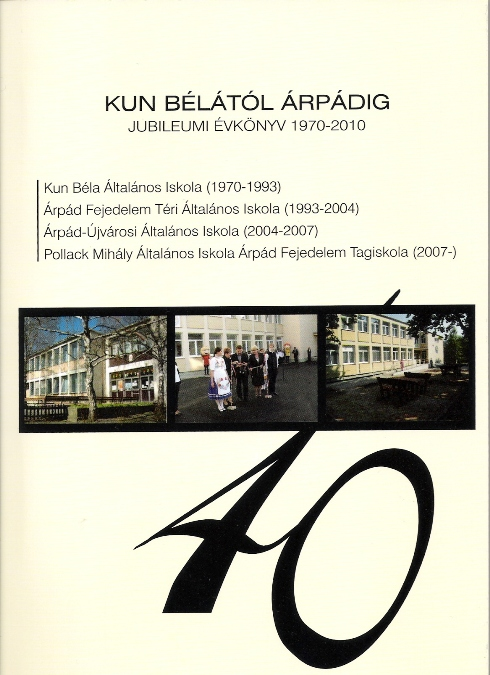
Jubileumi évkönyv 1970–2010